# Тукаленко Максим Олексійович
Макси́м Олексі́йович Тукале́нко — лейтенант Збройних сил України.

## З життєпису
Командир десантно-штурмового взводу, окремий батальйон морської піхоти Військово-Морських Сил ЗСУ.
12 вересня 2014-го лейтенант Тукаленко вивів з ворожого тилу розвідувальну групу, яка ліквідувала ворожу техніку — танк Т-64БМ та броньований автомобіль «Тигр».
У жовтні 2014-го Тукаленко в часі бою, бувши пораненим, виніс на собі постраждалого побратима.
Завдяки роботі розвідувальної групи Тукаленка українська артилерія знищила «Гради» терористів.

## Нагороди
За особисту мужність і героїзм, виявлені у захисті державного суверенітету та територіальної цілісності України, вірність військовій присязі під час російсько-української війни нагороджений
- орденом «За мужність» III ступеня (4.12.2014)